# Johann Zahneisen (Politiker, 1886)
Johann Zahneisen (* 5. Januar 1886 in Bamberg; † 24. November 1938 in Bayern) war ein deutscher Politiker (KPD).
Zahneisen war Bergmann in Marl. Er war führendes Mitglied der dortigen KPD und 1930 bis 1932 Abgeordneter im Provinziallandtag der Provinz Westfalen für den Wahlkreis Recklinghausen-Land. In der Zeit des Nationalsozialismus wurde er aus politischen Gründen inhaftiert.